# نبرد کوجیما
نبرد کوجیما (به ژاپنی: 児島合戦)یا نبرد فوجیتو، یکی از نبردهای وابسته به جنگ گنپی مابین خاندان تایرا و خاندان میناموتو بود.